# Naturpark Lauenburgische Seen

Logo

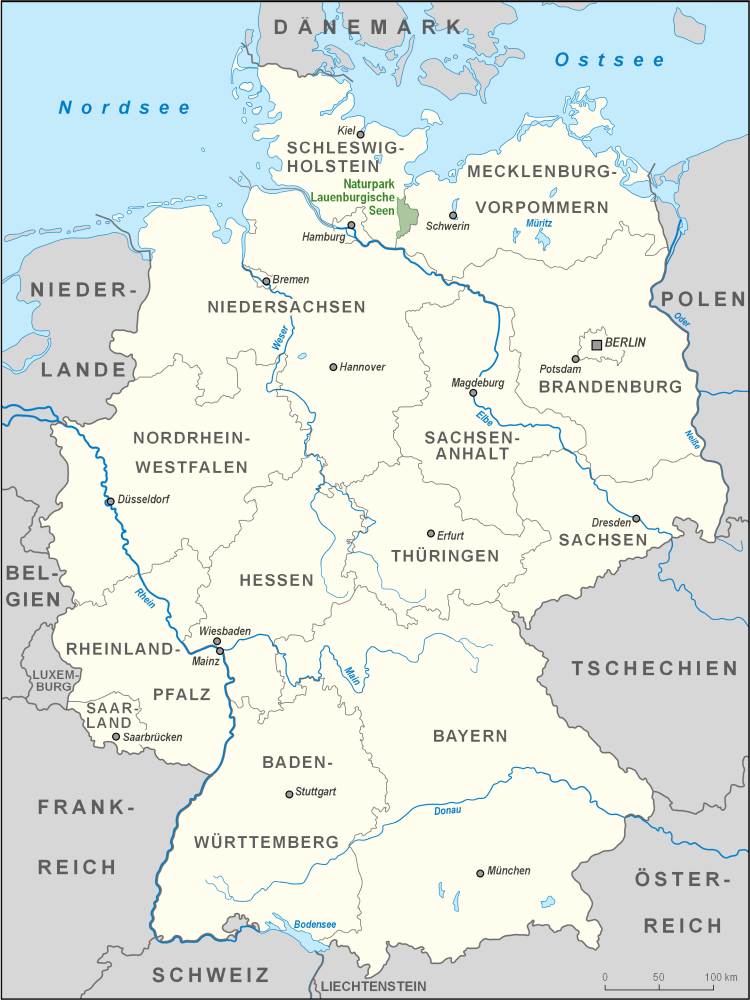
Lage des Naturparks Lauenburgische Seen

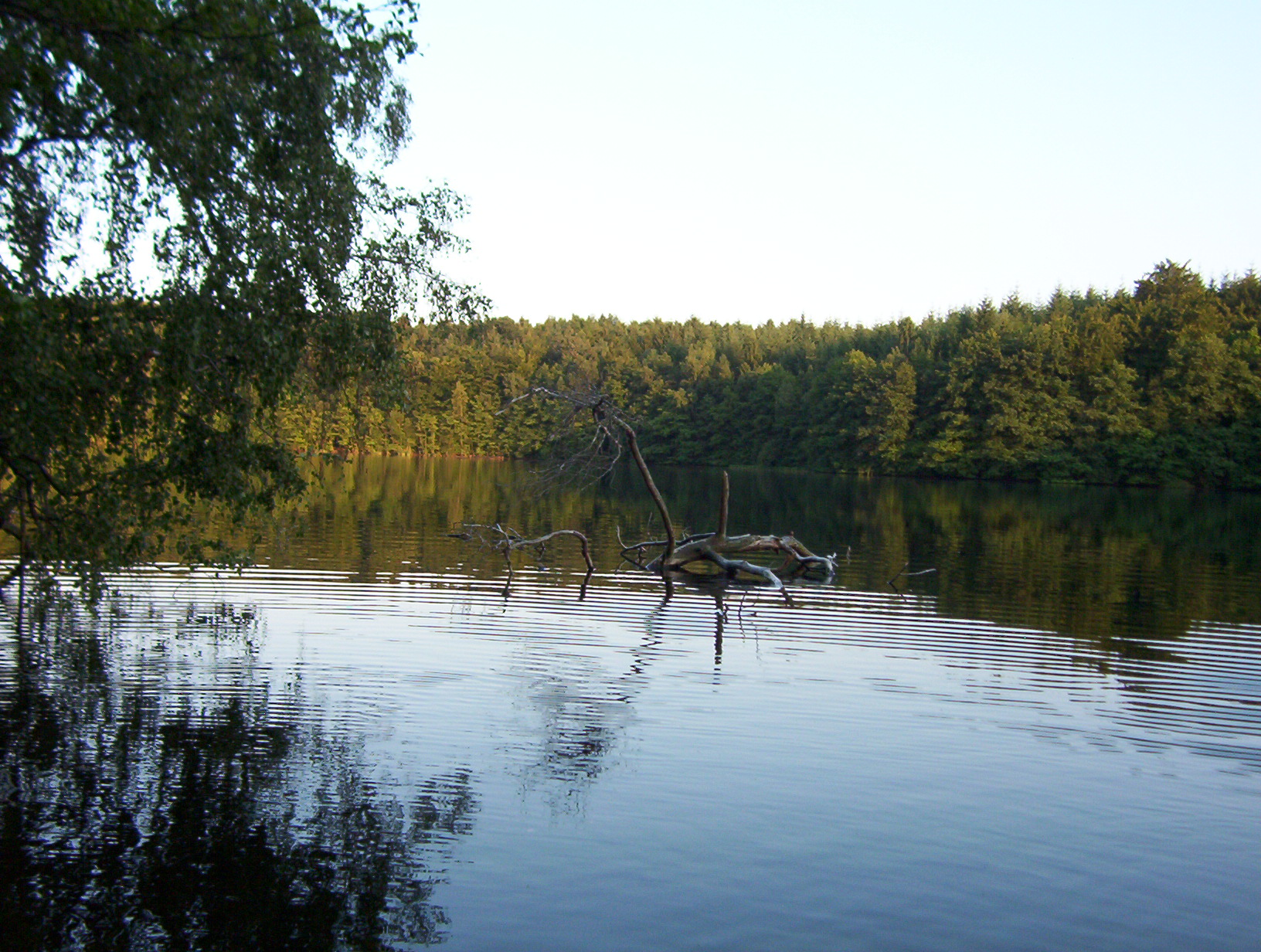
Pinnsee

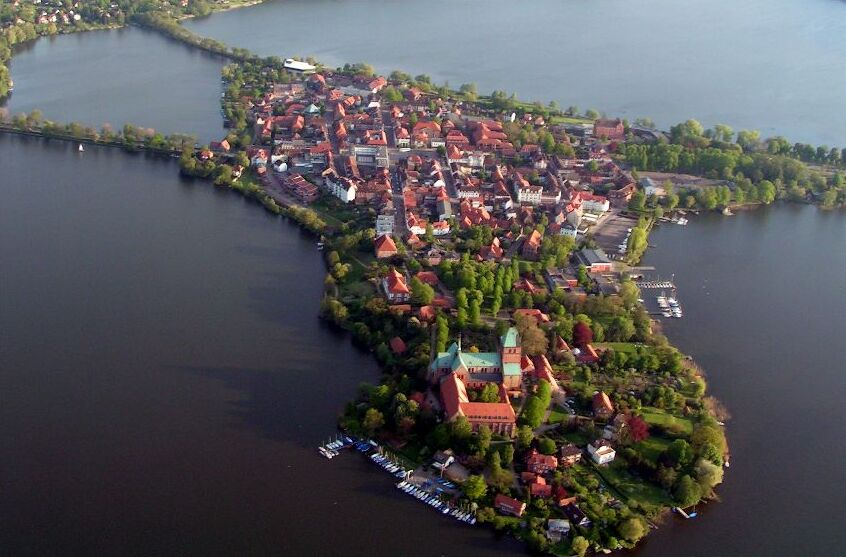
Ratzeburg

Der 1961 gegründete Naturpark Lauenburgische Seen liegt im Kreis Herzogtum Lauenburg im Südosten von Schleswig-Holstein direkt an der Grenze zu Mecklenburg-Vorpommern in der von der Weichseleiszeit geprägten Jungmoränenlandschaft des Schleswig-Holsteinischen Hügellandes.

## Lage und Bedeutung
Der Naturpark ist mit über 470 km² der drittgrößte Naturpark Schleswig-Holsteins mit ausgedehnten Waldgebieten. Der Naturpark Lauenburgische Seen umfasst 40 Seen, grenzt direkt an das mecklenburgische Biosphärenreservat Schaalsee an und bildet mit diesem zusammen ein großes Schutzgebiet entlang der ehemaligen innerdeutschen Grenze.
Die größten Seen im Naturpark sind der Ratzeburger See und der Schaalsee, die durch den bei Salem beginnenden Schaalsee-Kanal miteinander verbunden sind.
Im Naturpark liegen weiter die Kreisstadt Ratzeburg und Mölln mit dem Hellbachtal. Durch den Naturpark verläuft – an einigen Stellen, wie bei Fredeburg, noch als mittelalterliche Trasse – die Alte Salzstraße von Lüneburg nach Lübeck. Der Naturpark wird nach Westen zwischen Berkenthin und Büchen in etwa durch den Elbe-Lübeck-Kanal begrenzt. Durch die Landschaft verläuft der Naturparkweg, der die fünf Naturparke in Schleswig-Holstein für Wanderer verbindet.
Durch den Naturpark verläuft die Nordsee-Ostsee-Wasserscheide.